# Telchinia buschbecki
Telchinia buschbecki is een vlinder uit de familie van de Nymphalidae. De wetenschappelijke naam van de soort is voor het eerst gepubliceerd in 1889 door Hermann Dewitz.
De soort komt voor in Congo Kinshasa.